# 王建兴
王建兴，中华人民共和国政治人物、外交官。

## 生平
1995年，接替郑耀文，担任中华人民共和国驻冰岛大使。1998年，由王荣华接任。